# سولون

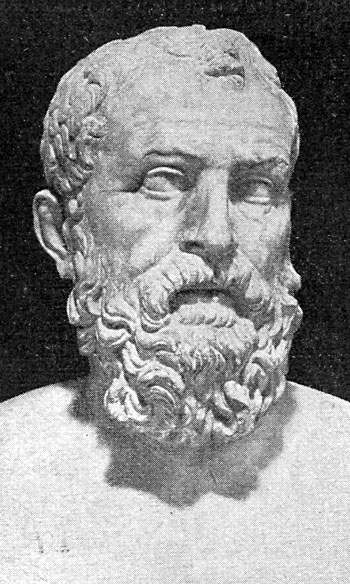
سولون

سولون آتنی (به یونانی: Σόλων)(زادهٔ ۶۳۸ - مرگ ۵۵۸ پیش از میلاد) دولت‌مرد، قانون‌گذار و غزل‌سرای آتنی بود. او را پدر شهر آتن خوانده‌اند. وی قانون اساسی شهر را نوشته و در پایه‌ریزی مردم‌سالاری آتنی نقش مهم و تأثیرگذاری داشت. یونانیان او را در شمار فرزانگان هفتگانه آورده‌اند و با تالس فیلسوف دوست بود.

## زندگی شخصی

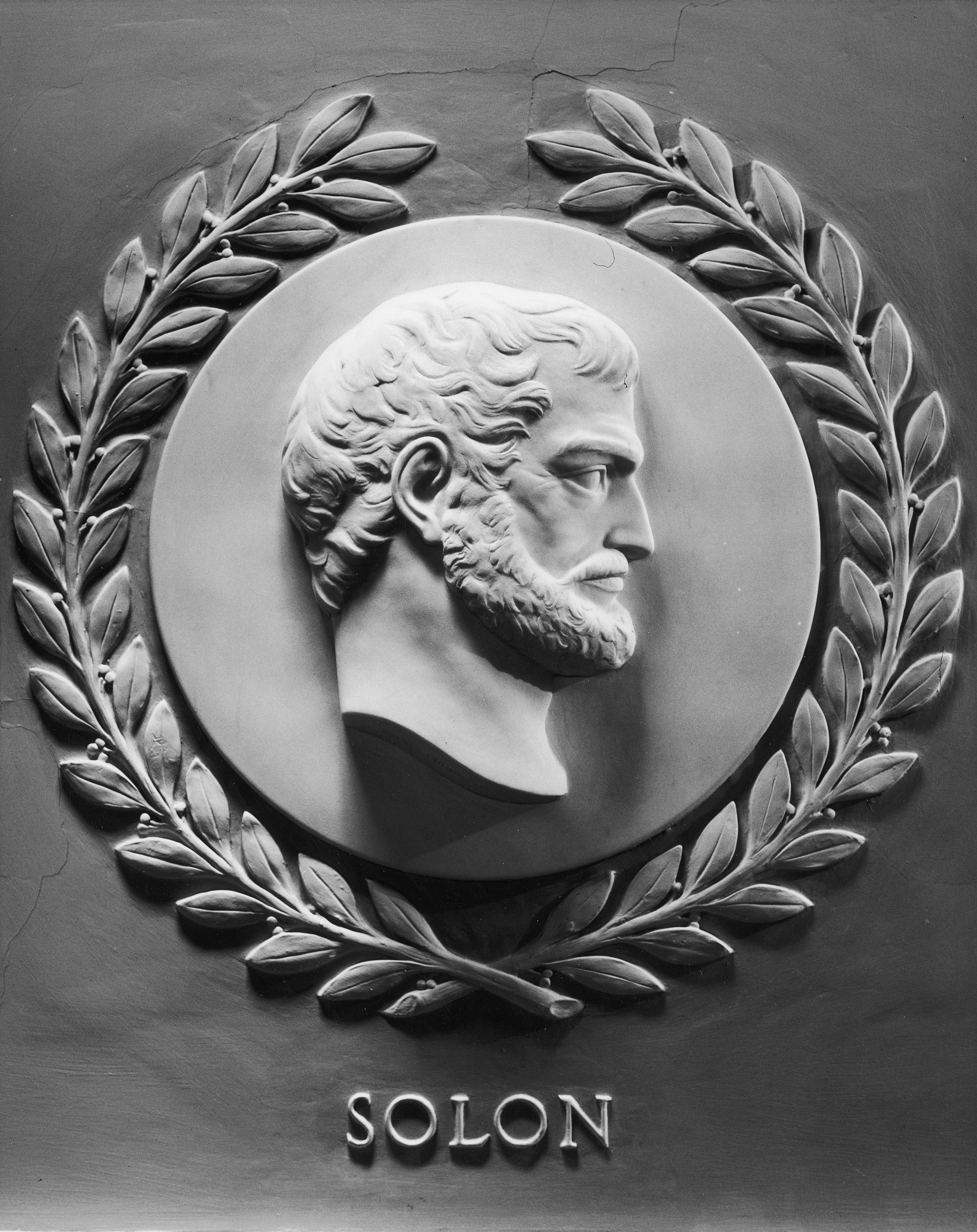
نقش‌برجسته‌ای از سولون در مجلس نمایندگان ایالات متحده آمریکا برای گرامیداشت یاد او به عنوان یکی از ۲۳ شخصیت برجستهٔ جهان در امر قانون‌گذاری در سرتاسر تاریخ.

سولون حوالی دهه ۶۳۰ پیش از میلاد زاده شده است. خانواده وی از قبیله اوپاترید و در شهر سرشناس بودند. به گفته پلوتارک خانواده سولون با حاکمان پیش از دموکراسی آتن بستگی خونی داشتند و وی در جوانی به تجارت مشغول شد که برای خانواده‌های اشراف آتنی شغل غیرمعمولی بود.

## زندگی سیاسی
قدرت‌گیری سولون را باید در فعالیت‌های نظامی‌اش جست‌وجو کرد. در اطراف آتن جزیره‌ای هست به نام سالامیس که مدتی توسط شهر مگارا اشغال شده بود. مصادف با دوران حکومت پسیستراتوس، سولون نیروهای دریایی آتن را در عملیات نظامی رهبری کرده و موفق به بازپس‌گیری جزیره شد. امری که به شهر و محبوبیت وی افزود.

### اصلاحات حقوقی
قانون اساسی سولونی مجموعه‌ای از اصلاحات و قوانین بود که توسط سولون در اوایل قرن ششم پیش از میلاد ایجاد شد. در زمان سولون، دولت آتن بر اثر اختلافات حزبی دچار پراکندگی شده و در آستانهٔ فروپاشی قرار داشت. او قصد داشت قوانین قدیمی دراکون را اصلاح یا لغو کند و قوانینی وضع کرد که جنبه‌های مختلف زندگی عمومی و خصوصی را پوشش می‌داد و اثرات مفید آن مدت‌ها ادامه یافت.

## سال‌های پایانی و مرگ
سولون سال‌های پایانی عمر خود را به مبارزه با استبداد پسیستراتوس پرداخته و نهایتاً در ۸۰ سالگی در جزیره قبرس درگذشت. براساس سفارش خودش خاکسترش را در جزیره سالامین زادگاهش پراکنده کردند. اصلاحات سولون نهایتاً زمینه برقراری دموکراسی را ایجاد کرد.